# Neuaufnahmen in das UNESCO-Kultur- und -Naturerbe 1979
Im Jahr 1979 fanden die folgenden Neuaufnahmen in das UNESCO-Kultur- und -Naturerbe statt:

## Welterbe
Auf seiner dritten Sitzung vom 22. bis zum 16. Oktober 1979 in Kairo und Luxor, Ägypten nahm das Welterbekomitee 45 Stätten aus 18 Ländern neu in die Liste des UNESCO-Welterbes auf, darunter 34 Kultur- (K), zehn Natur- (N) und eine gemischte Kultur- und Naturerbestätte (K/N). Erstmals wurde eine grenzüberschreitende Welterbestätte ausgewiesen und eine weitere auf die Liste des gefährdeten Welterbes (G) gesetzt.

### Welterbeliste
Folgende Stätten wurden neu in die Welterbeliste eingetragen:
| Vertragsstaat(en) | Bezeichnung                                                                         | Typ   | Ref. | Beschreibung |
| --- | ----------------------------------------------------------------------------------- | ----- | ---- | --- |

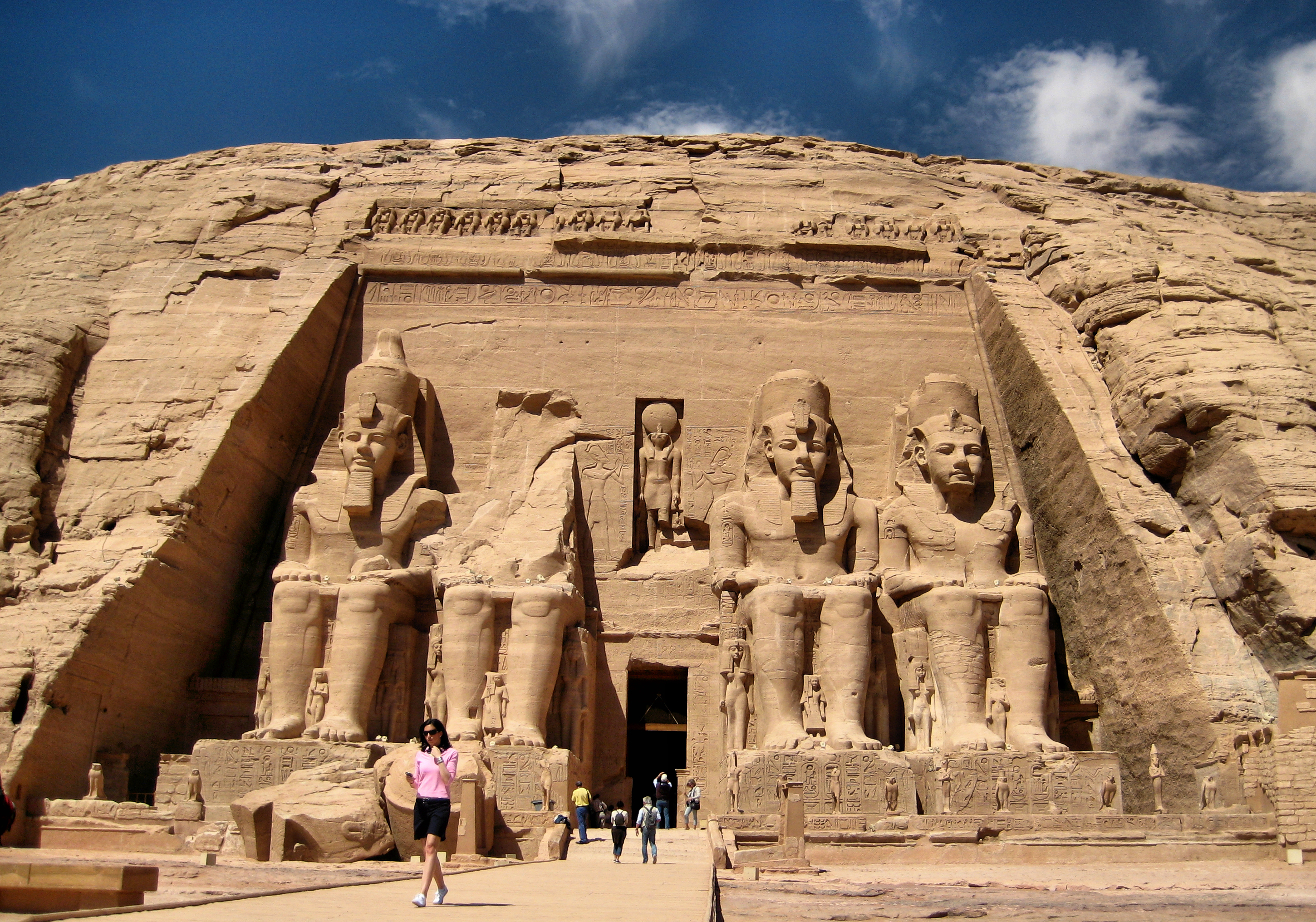
Tempel von Abu Simbel

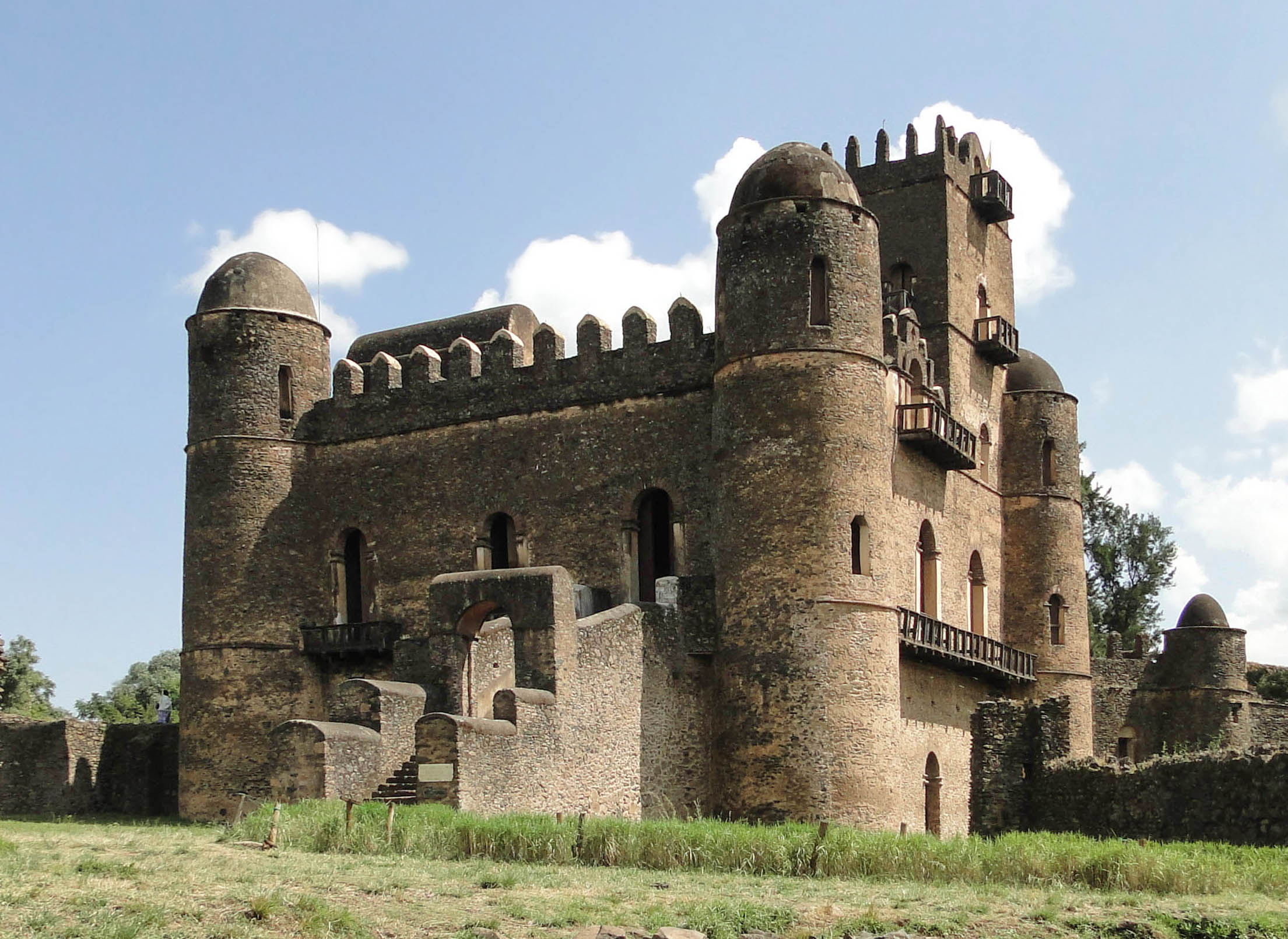
Palast des Fasilidas

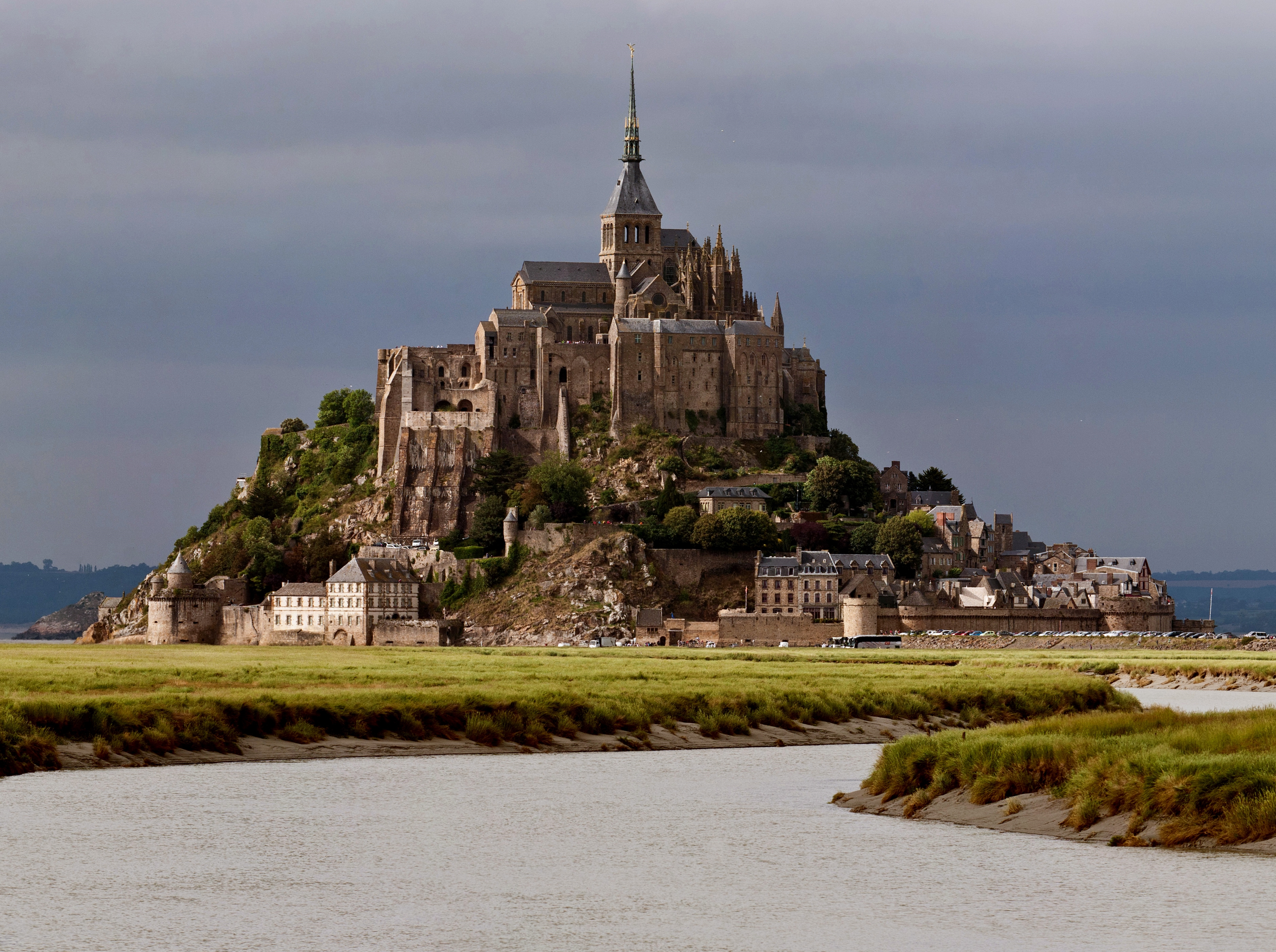
Mont-Saint-Michel

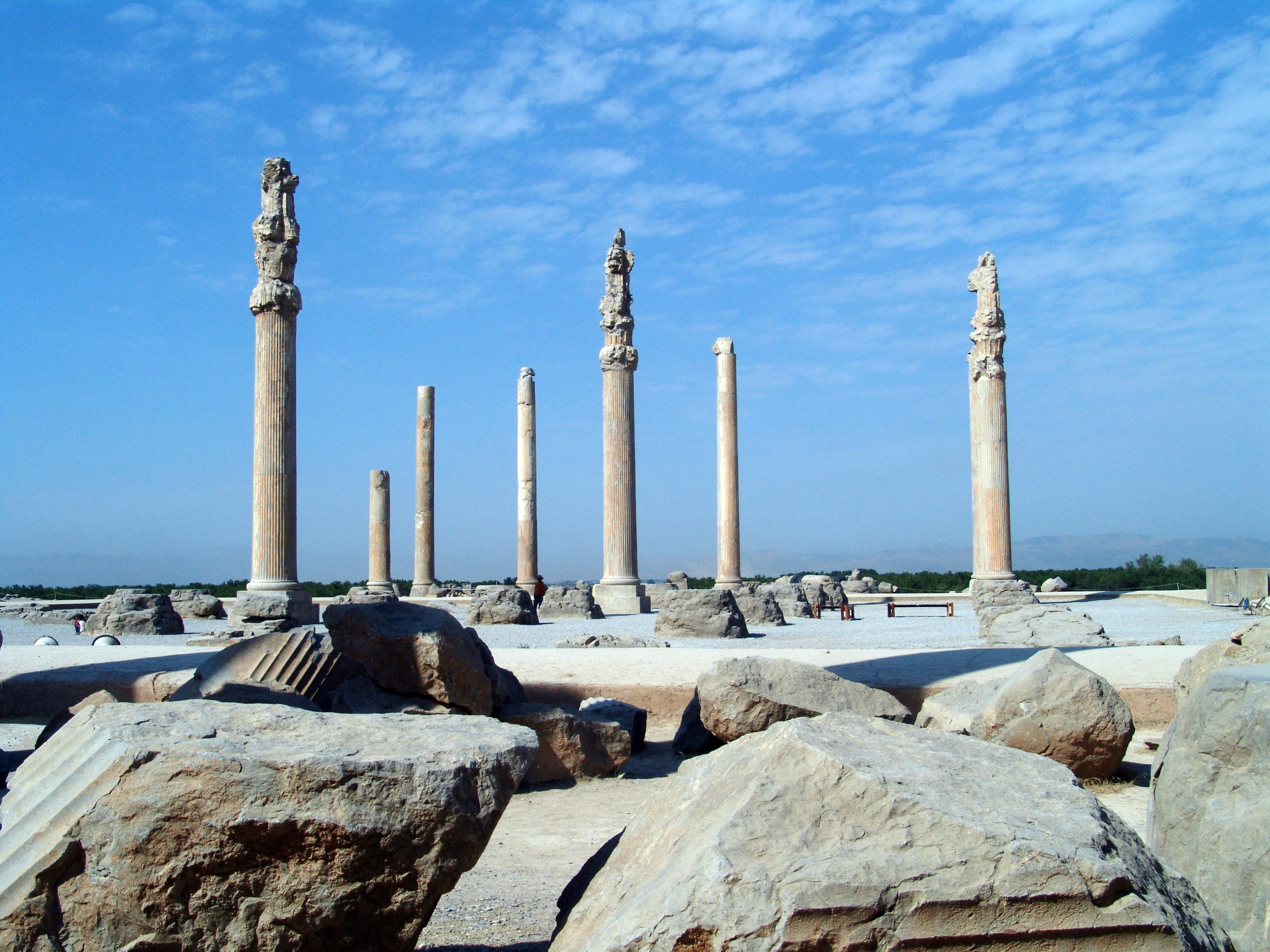
Palast des Darios in Persepolis

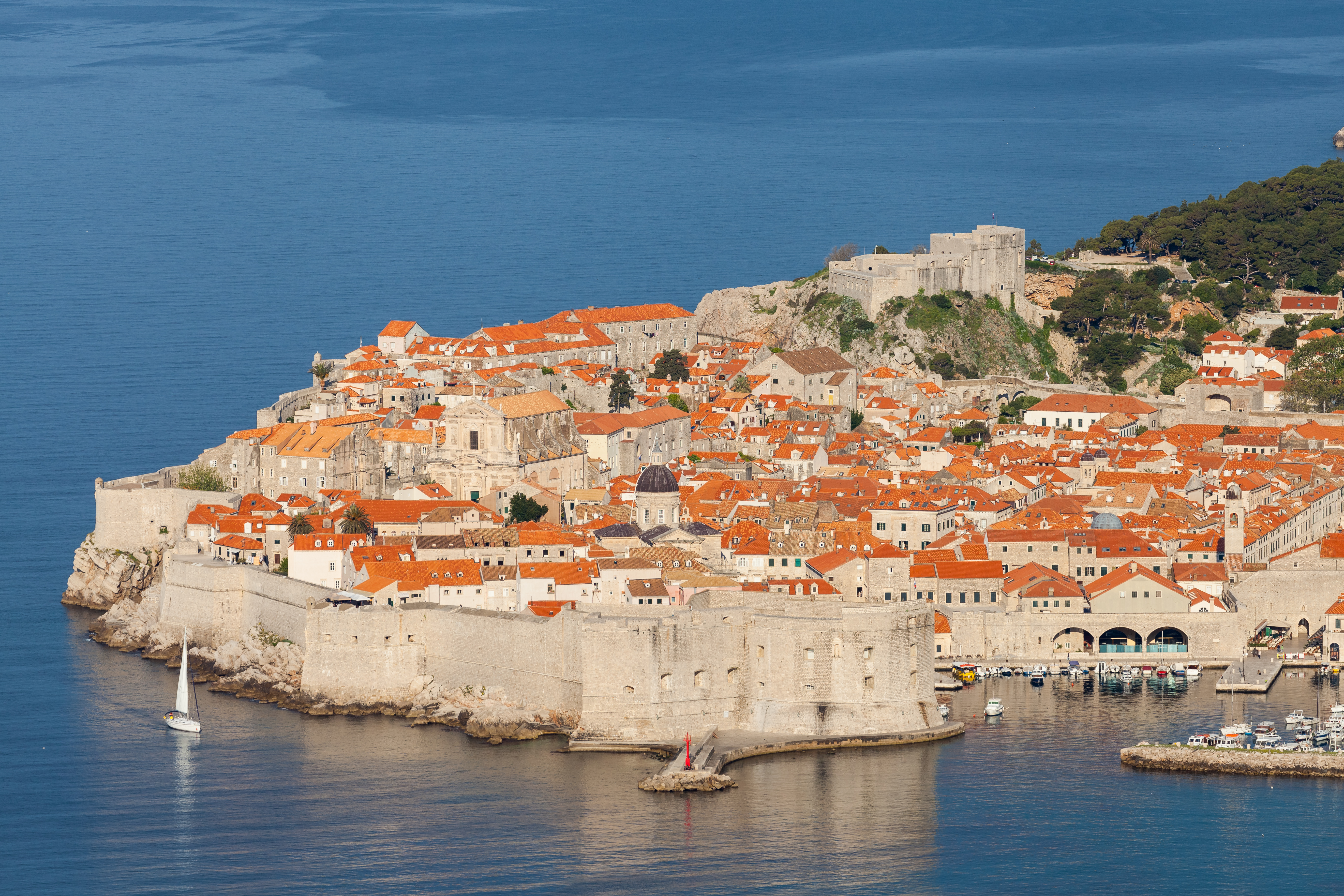
Altstadt von Dubrovnik

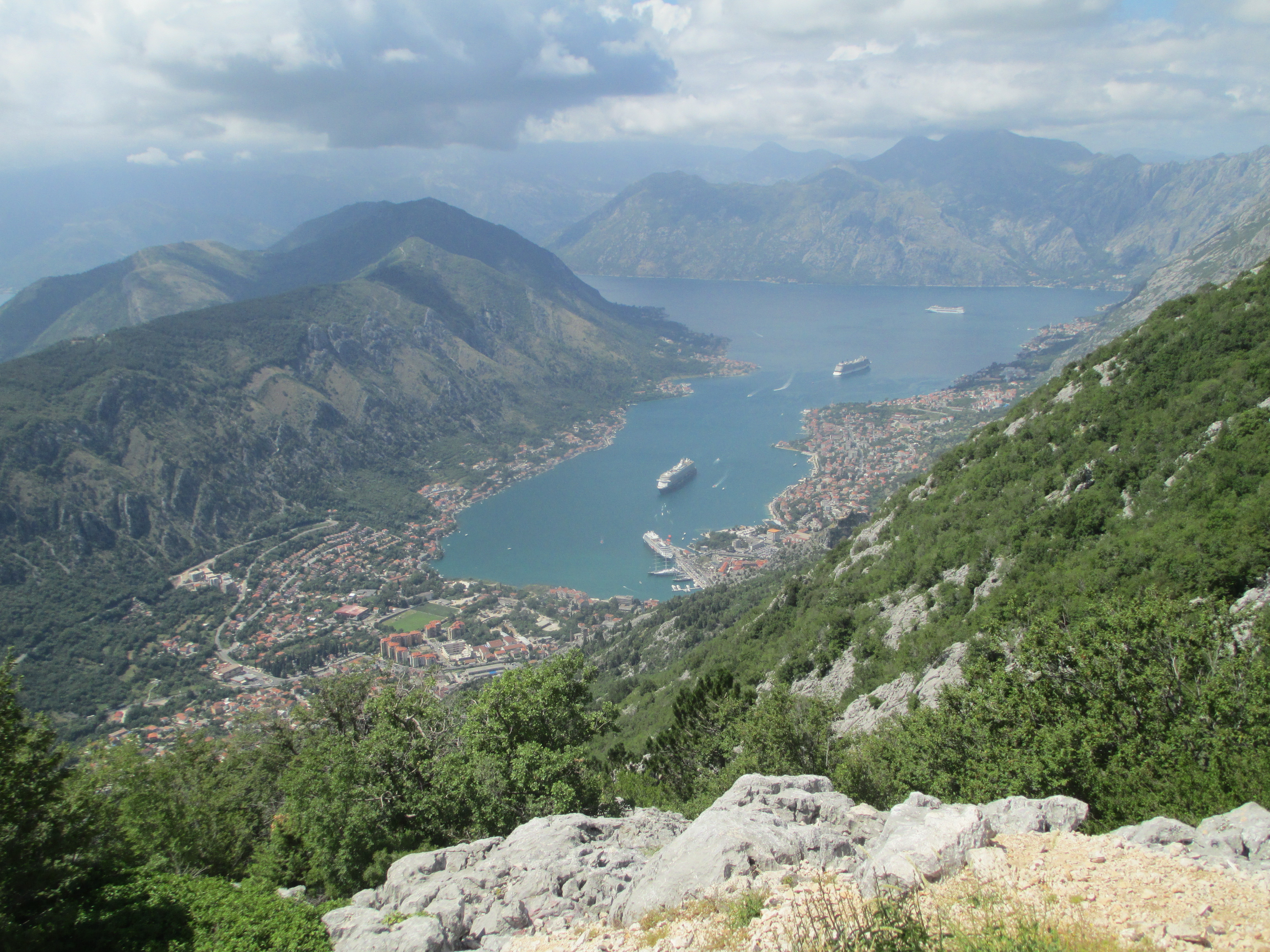
Bucht von Kotor

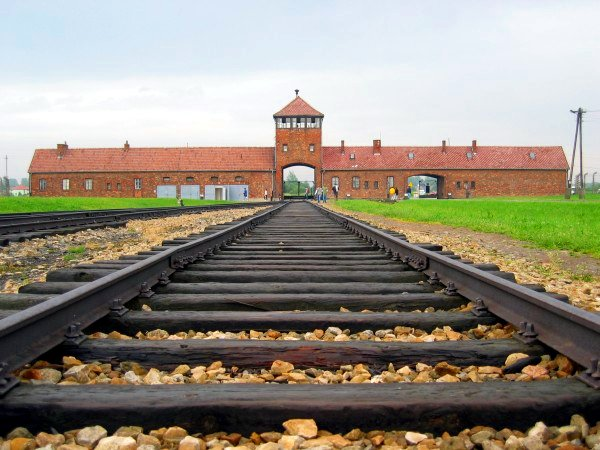
Konzentrationslager Auschwitz-Birkenau

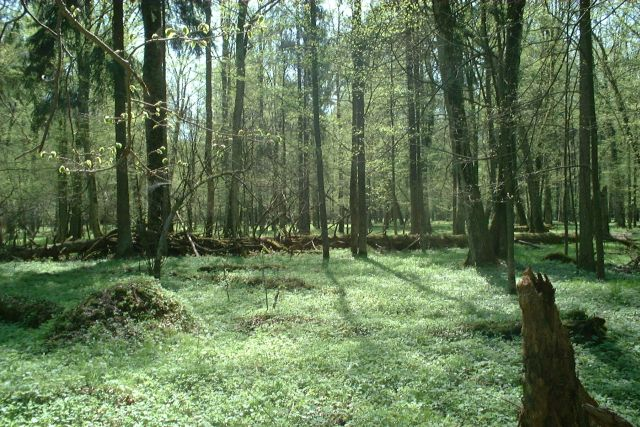
Waldgebiet Bialowieza

| Ägypten | Memphis und seine Nekropole – die Pyramidenfelder von Gizeh bis Dahschur (Lage)     | K     | 86   | |
| Ägypten | Antikes Theben mit seiner Nekropole (Lage)                                          | K     | 87   | |
| Ägypten | Nubische Denkmäler von Abu Simbel bis Philae (Lage)                                 | K     | 88   | |
| Ägypten | Islamisches Kairo (Lage)                                                            | K     | 89   | |
| Ägypten | Abu Mena (Lage)                                                                     | K     | 90   | |
| Äthiopien | Fasil Ghebbi in der Region Gondar (Lage)                                            | K     | 19   | Im 16. und 17. Jahrhundert als Residenz des äthiopischen Kaisers Fasilidas errichtete Festungsstadt                                                                  |
| Bulgarien | Kirche von Bojana (Lage)                                                            | K     | 42   | |
| Bulgarien | Der Reiter von Madara (Lage)                                                        | K     | 43   | |
| Bulgarien | Thrakergrab von Kazanlak (Lage)                                                     | K     | 44   | |
| Bulgarien | Felskirchen von Ivanovo (Lage)                                                      | K     | 45   | |
| Frankreich | Mont-Saint-Michel und seine Bucht (Lage)                                            | K     | 80   | |
| Frankreich | Kathedrale von Chartres (Lage)                                                      | K     | 81   | |
| Frankreich | Schloss und Park von Versailles (Lage)                                              | K     | 83   | |
| Frankreich | Abteikirche und Stadthügel von Vézelay (Lage)                                       | K     | 84   | |
| Frankreich | Dekorierte Grotten des Vézère-Tals (Lage)                                           | K     | 85   | |
| Ghana | Festungen und Schlösser in der Volta, Greater Accra, Zentral- und Westregion (Lage) | K     | 34   | |
| Guatemala | Nationalpark Tikal (Lage)                                                           | K/N   | 64   | |
| Guatemala | Antigua Guatemala (Lage)                                                            | K     | 65   | |
| Iran | Tschogha Zanbil (Lage)                                                              | K     | 113  | |
| Iran | Persepolis (Lage)                                                                   | K     | 114  | |
| Iran | Meidan-e Emam, Isfahan (Lage)                                                       | K     | 115  | |
| Italien | Felsbilder der Valcamonica (Lage)                                                   | K     | 94   | |
| Jugoslawien (Kroatien) (d) | Altstadt von Dubrovnik (Lage)                                                       | K     | 95   | |
| Jugoslawien (Kroatien) (d) | Historischer Komplex in Split mit dem Palast Diokletians (Lage)                     | K     | 97   | |
| Jugoslawien (Kroatien) (d) | Nationalpark Plitvicer Seen (Lage)                                                  | N     | 98   | |
| Jugoslawien (Nordmazedonien) (d) | Ohridsee (Jugoslawischer Teil) (Lage)                                               | N (e) | 99   | heute erweitert zum Natur- und Kulturerbe der Ohrid-Region |
| Jugoslawien (Montenegro) (d) | Natürliche und kulturhistorische Region Kotors (Lage)                               | K     | 125  | geschichtsträchtige Bucht mit historischen Orten, unter anderem die mittelalterliche Festungsstadt Kotor, der malerische Ort Perast und die Klosterinsel Sveti Đorđe |
| Jugoslawien (Serbien) (d) | Stari Ras und Sopoćani (Lage)                                                       | K     | 96   | |
| Kanada | Dinosaurier-Provinzpark (Lage)                                                      | N     | 71   | |
| Nepal | Nationalpark Sagarmatha (Lage)                                                      | N     | 120  | |
| Nepal | Tal von Kathmandu (Lage)                                                            | K     | 121  | |
| Norwegen | Stabkirche von Urnes (Lage)                                                         | K     | 58   | |
| Norwegen | Bryggen (Lage)                                                                      | K     | 59   | Hafenstadt von Bergen |
| Polen | Konzentrationslager Auschwitz (Lage)                                                | K     | 31   | 2007 umbenannt in „Auschwitz-Birkenau – Deutsches nationalsozialistisches Konzentrations- und Vernichtungslager“                                                     |
| Polen | Białowieża-Nationalpark (a) (Lage)                                                  | N     | 33   | |
| Syrien | Altstadt von Damaskus (Lage)                                                        | K     | 20   | |
| Tansania | Schutzgebiet Ngorongoro (Lage)                                                      | N (b) | 39   | |
| Tunesien | Medina von Tunis (Lage)                                                             | K     | 36   | |
| Tunesien | Stätte von Karthago (Lage)                                                          | K     | 37   | |
| Tunesien | Amphitheater von El-Djem (Lage)                                                     | K     | 38   | |
| Vereinigte Staaten | Nationalpark Grand Canyon (Lage)                                                    | N     | 75   | |
| Vereinigte Staaten | Nationalpark Everglades (Lage)                                                      | N     | 76   | |
| Vereinigte Staaten | Independence Hall (Lage)                                                            | K     | 78   | |
| Zaire (Demokratische Republik Kongo) (c) | Nationalpark Virunga (Lage)                                                         | N     | 63   | |
| grenzüberschreitend: Kanada, Vereinigte Staaten | Nationalpark Kluane und Nationaldenkmal Wrangell-St.-Elias (Lage)                   | N     | 72   | |
| (a) Durch die Erweiterung um ausgedehnte Waldflächen in Belarus im Jahr 1992 wurde dieses Naturerbe zum grenzüberschreitenden Welterbe „Waldgebiet Bialowieza“. (b) Seit der Erweiterung von 2010 ist das „Schutzgebiet Ngorongoro“ auch unter kulturellen Kriterien anerkannt. (c) Republik Zaire war bis 1997 der Name der Demokratischen Republik Kongo (d) Die für den Bundesstaat Jugoslawien eingetragenen Welterbestätten sind an die damaligen Teilrepubliken als Nachfolgestaaten übergegangen. (e) Der Ohridsee war zunächst nur als Naturerbe eingetragen, erst durch die Erweiterung im darauf folgenden Jahr entstand das gemischte Kultur- und Naturerbe der Region von Ohrid. |                                                                                     |       |      | |

Für folgende Stätten wurde die Entscheidung über die Eintragung in die Welterbeliste vertagt:
- Nationalpark Ichkeul (Tunesien, N), wurde ein Jahr später aufgenommen,[3]
- Ruinen von Paphos (Zypern, K), wurde ein Jahr später aufgenommen,[4]
- Klosterkomplex San Salvatore/Santa Giulia (Italien, K), wurde erst 2011 als Teil des seriellen Kulturerbes Die Langobarden in Italien, Orte der Macht in die Liste des Welterbes mitaufgenommen.[5]

Endgültig abgelehnt wurden
- Nationalpark Zembra und Zembretta Inseln (Tunesien, N),
- Îles de la Madeleine (Senegal, N).

### Rote Liste
Die Natürliche und kulturhistorische Region Kotors wurde auf Antrag des Vertragsstaates Jugoslawien auf die Liste des gefährdeten Welterbes („Rote Liste“) gesetzt. Die Region Kotor war 1979 durch ein Erdbeben schwer in Mitleidenschaft gezogen worden.